# Husasău de Tinca, Bihor
Husasău de Tinca este satul de reședință al comunei cu același nume din județul Bihor, Crișana, România.

## Personalități
- Dănilă Vincaș (1860 - ?), delegat în Marea Adunare Națională de la Alba Iulia 1918, primar